# Ericaella florezi
Ericaella florezi är en spindelart som beskrevs av Bonaldo, Brescovit och Cristina A. Rheims 2005. Ericaella florezi ingår i släktet Ericaella och familjen sporrspindlar.
Artens utbredningsområde är Colombia. Inga underarter finns listade i Catalogue of Life.